# パリの恋人
『パリの恋人』（ぱりのこいびと Funny Face）は、1957年のアメリカ合衆国のロマンティック・コメディのミュージカル映画。主演はオードリー・ヘプバーンとフレッド・アステア。ヘプバーンは本作が初めてのミュージカル映画。監督は『恋愛準決勝戦』でアステアと組んだスタンリー・ドーネン。ドーネンは、後に『シャレード』と『いつも2人で』でもヘプバーンと組んだ。

## ストーリーとナンバー
(Main titles(Overture) : Funny Face/'S Wonderful)ファッション雑誌『クオリティー』の編集長マギーは次号の掲載予定の内容に満足していない。編集者たちを呼び寄せて不満を述べている最中に「ピンクで行こう！(Think Pink!)」と思いつく。
世間がピンクでいっぱいになると、さらにその次の号では「ファッションに興味のない女性のための服」という特集を考えた。マギーはカメラマンのディックや編集者やモデルを連れてロケするために早速グリニッジ・ビレッジに繰り出した。ある古本屋に目を付け、その店で働くジョーを追い出し、勝手に掻き回し始める。撮影が終わった後、散らかされた店内にジョーは呆然。後片付けにはディックが残されていた。本を片付けながら、ジョーは自分が心酔している共感主義のことを語る。するとディックはジョーにキスをする。突然のことにどぎまぎしたジョーはディックを追い出すが、1人になった後、この高揚した気持ちは何なのかと撮影隊が忘れた帽子とともに踊る(How Long Has This Been Going On?)。
しばらくのちに、マギーは次の一手として、ミス・クオリティーを選んで、パリのトップデザイナーとの独占契約で他誌を出し抜くと息巻いていた。ディックが推薦するのはあの古本屋のジョー。あんなおかしな顔はダメよ！とマギーは一蹴するものの、ディックは今までにいないタイプで活き活きしてフレッシュだとジョーを推す。とりあえず古本を買うと言ってジョーに持ってこさせ、編集者による品定めが始まる。髪を切りましょうと言ってハサミを取り出したマギーに驚いて、ジョーは暗室に逃げ込むが、そこでジョーはディックに会い、ディックはジョーをミス・クオリティーに推薦したことを話す。ジョーはこんな変な顔ではモデルになんてなれないわと言うが、ディックはパリに行けば君の共感主義のフロストル教授にも会えると説得する(Funny Face)。ジョーはマギーの元へ戻り、ミス・クオリティーの仕事を引き受ける。
早速3人はパリへ飛び立ち、おのぼりさんでもいいじゃないかとパリを観光して回る(Bonjour, Paris!)。ところが次の日のスケジュールをジョーに話していなかったため、ジョーは共感主義者の溜まり場のカフェに行ってしまい、ショーの打ち合わせができなかった。ようやくジョーを見つけたディックは共感主義者たちをからかったため、ジョーは怒ってストレス発散に踊る(Basal Metabolism)。ディックはジョーを滞在先のアパートに送っていって、仲直りにと歌とダンスを披露した(Let's Kiss And Make Up)。
翌日、ショーの準備が始まり、デザイナーは「君たちが連れてきたのはイモムシだった。それが極楽鳥になった！」とジョーを紹介する。マギーも驚くほどの完璧な変身ぶりであった。
そして翌日からはパリのあちこちでモデル撮影が開始された。最初は慣れないモデル撮影でどうしていいかわからないジョーであったが、やがて自らポーズを付けられるようになっていく。その撮影の間に、ジョーとディックは惹かれ合い、ロケの教会でお互いの気持ちを確認し合う(He Loves And She Loves)。
ミス・クオリティー発表会が近づいてくるが、ジョーはどうしていいかわからないとマギーに相談する。マギーはジョーに発表会での受け答えを指導する(On How To Be Lovely)。
発表会当日、ジョーはアパートを出る際にカフェにフロストル教授が来ていることを知る。どうしても会いたくなったジョーは伝言を残してカフェに行く。やがてディックが来て、ジョーを急いで発表会に連れ戻す。その時の態度が教授に失礼だと、発表会の舞台裏ではジョーとディックは大ゲンカ。セットは壊れ、世界中からマスコミが集まっていた発表会は水浸しの台無しになる。
翌日はファッションショーなのだが、肝心のジョーは来ない。フロストル教授のところだろうと、ディックとマギーはそれらしい格好に着替えて潜入する。ジョーがフロストル教授と2階へ行くのを見つけたディックとマギーは歌と踊りを披露しながら徐々に2階へ上がって行く(Clap Yo' Hands)。2階へ辿り着いた2人はジョーを説得するが、ジョーは戻らないと言う。諦めて2人は出ていき、ディックはホテルに戻った後、アメリカに戻ると言う。ところが2人きりになるとフロストル教授はジョーに迫ってくる。目が覚めたジョーは大慌てで逃げ出し、ファッションショーに戻ってくる。何とかディックを捕まえて欲しいとマギーに頼み、ジョーはファッションショーに出演する。ファッションショーは大成功だったが、ディックは捕まらなかった。ショーが終わるとジョーは泣きながら駆け出し、2人の思い出の撮影地の教会へ行く。そこへ空港でフロストル教授と出会って事の顛末を知ったディックがやって来て、2人は抱き合うのだった('S Wonderful)。

## キャスト
| 役名                     | 俳優                             | 日本語吹替 | 日本語吹替 | 日本語吹替 |
| 役名                     | 俳優                             | 東京12ch版 | ソフト版   | 機内上映版 |
| ------------------------ | -------------------------------- | ---------- | ---------- | ---------- |
| ジョー・ストックトン     | オードリー・ヘプバーン           | 坂口美奈子 | 池田昌子   | 勝生真沙子 |
| ディック・エイブリー     | フレッド・アステア               | 家弓家正   | 小川真司   | 富山敬     |
| マギー・プレスコット     | ケイ・トンプソン                 | 来宮良子   | 谷育子     | 谷育子     |
| エミール・フロストル教授 | ミシェル・オークレール           | 小林昭二   | 石塚運昇   | 小島敏彦   |
| ポール・デュバル         | ロバート・フレミング             | 嶋俊介     | 稲葉実     | 池田勝     |
| マリオン                 | ドヴィマ                         | 平井道子   | 内川藍維   | 稀代桜子   |
| バブス                   | ヴァージニア・ギブソン           |            | 斎藤恵理   | 金野恵子   |
| レティ                   | ルータ・リー                     | 松尾佳子   | 佐藤しのぶ | 滝沢久美子 |
| ドヴィッチ               | アレックス・ゲリー               |            | 辻親八     | 村松康雄   |
| アルマンド               | イフィジェニー・カスティグリオニ | 高橋和枝   | 福田如子   | さとうあい |
| 詩人                     | ？                               | 矢田稔     |            |            |
| 神父                     | ？                               | 千葉順二   | 宝亀克寿   | 石森達幸   |
| ラファルジュ             | エリザベス・スライファー         | 園田昌子   | 片岡富枝   | 片岡富枝   |
| ガイド                   | ？                               | 青野武     | 星野充昭   | 小室正幸   |
| マルセル                 | ポール・ビシリア                 | 納谷六朗   | 吉田孝     |            |
| メリッサ                 | ナンシー・キルガス               | 坂井すみ江 | 服部真季   | 種田文子   |
| スティーブ               | ポール・スミス                   | 納谷六朗   |            |            |
| “Think Pink”のダンサー   | スージー・パーカー               |            |            |            |
| “Think Pink”のダンサー   | サニー・ハートネット             |            |            |            |

- 東京12ch版：初回放送1970年11月19日『木曜洋画劇場』
- ソフト版：2001年発売のDVDに初収録[2]。後に発売されたDVDやBDにも収録。
- 機内上映版：1990年制作・JALで使用（ノーカット）。2022年9月5日、スター・チャンネル3にてテレビ初放映[3]。

## スタッフ
- 監督：スタンリー・ドーネン
- 製作：ロジャー・イーデンス
- 脚本：レナード・ガーシュ
- 撮影：レイ・ジューン
- ビジュアル・コンサルタント：リチャード・アヴェドン
- 編集：フランク・ブラクト
- 衣装：イーディス・ヘッド、ユベール・ド・ジバンシィ
- 音楽監督：アドルフ・ドイチュ
- 音楽：ジョージ・ガーシュウィン、ロジャー・イーデンス
- 歌詞：アイラ・ガーシュウィン、レナード・ガーシュ
- 振付：ユージン・ローリング、フレッド・アステア、スタンリー・ドーネン

### 日本語版
| -    | 東京12ch版 | ソフト版 | 機内上映版        |
| ---- | ---------- | -------- | ----------------- |
| 演出 | 旭谷暘     | 伊達康将 | 伊達康将          |
| 翻訳 | 磯崎松江   | 桜井裕子 | 岩佐幸子          |
| 制作 | 東北新社   | 東北新社 | 日本航空 東北新社 |

## 製作
ベースになったのは脚本家のレナード・ガーシュが1951年、ブロードウェイのために書いた『結婚の日』という台本である。ガーシュが親しい友人になった写真家リチャード・アヴェドンの半生をもとに書いたもので、最初は別の音楽が付いていた。それがMGMミュージカル制作の第一人者ロジャー・イーデンスの目にとまり、『踊る大紐育』で一緒に仕事をしたスタンリー・ドーネンが監督をすることになった。
ガーシュがドーネンにシナリオを読んでいると、暗室の場面で「これじゃモデルなんかになれない。変な顔（Funny Face）」という部分でガーシュとドーネンの目が合い、ドーネンが「ここであの歌を使える！」と叫び、ガーシュも「ガーシュウィン！」と叫んだ。二人は1927年にフレッド・アステアが出演した舞台『ファニー・フェイス』のためのジョージ・ガーシュウィンとアイラ・ガーシュウィンのスコアから歌を探したところ、「我々が設定した新しい場面に合うように初めからできていたのではないかと思えるほど」だったという。
題名を『Funny Face（『パリの恋人』の原題）』と変え、新曲をロジャー・イーデンスとレナード・ガーシュで追加し、オードリー・ヘプバーンとフレッド・アステアに出演依頼がなされた。ヘプバーンは重厚な『戦争と平和』の次の作品のため軽い作品を望んでおり、フレッド・アステアと踊れるということで大喜びで出演を引き受けた。フレッド・アステアはヘプバーンが共演を望んでいると言うことで、一生に一度しかない共演のチャンスを逃したくないと思い、ほかの仕事を全てストップするように指示した。
しかし当初パラマウントは契約していたヘプバーンの貸し出しを拒否。アステアはこの企画が実現しないだろうとまで言われていたが、ヘプバーンが望むなら必ずなんとかなると信じていた。結局、将来ヘプバーンがMGMのために1本出演するという契約で企画全体がパラマウントに売られ、パラマウントで製作されることとなった。歌の収録前、ヘプバーンは4週間に渡り発声訓練を続けた。MGMでジュディ・ガーランドなどの歌手兼女優の発声コーチをした経験のあるケイ・トンプソンも応援で駆り出され、ヘプバーンをコーチしている。

### キャラクター設定
フレッド・アステアが演じるカメラマンのディックは当時ファッション写真家として全盛期にあったリチャード・アヴェドンの半生がモデルになっている。この映画では実際にアヴェドンがビジュアル・コンサルタントとして関わっている。
ケイ・トンプソン演じるファッション雑誌編集長マギーは、『ヴォーグ』の編集長ダイアナ・ヴリーランド、あるいは『ハーパース・バザー』の編集長カーメル・スノウをモデルにしており、作家でありキャバレーのスターでもあるケイ・トンプソン自身を念頭に置いて創られている。

## 賞歴

### アカデミー賞
ノミネート
アカデミー脚本賞：レナード・ガーシュ
アカデミー撮影賞 ：レイ・ジューン
アカデミー美術賞：ハル・ペリーラ、ジョージ・W・デーヴィス、サム・カマー、レイ・モイヤー
アカデミー衣装デザイン賞：イディス・ヘッド、ユベール・ド・ジバンシィ

### カンヌ国際映画祭
ノミネート
パルム・ドール：スタンリー・ドーネン

### 全米監督協会賞
ノミネート
全米監督協会賞　長編映画監督賞：スタンリー・ドーネン

### ナショナル・ボード・オブ・レビュー賞
受賞
トップ10フィルム賞
特別賞（フォトグラフィックの革新に対して）

### バンビ賞
ノミネート
主演女優賞：オードリー・ヘプバーン

### ローレル賞（en:Laurel Awards）
ノミネート
ミュージカル男優賞：フレッド・アステア（4位）

### 全米脚本家組合賞
ノミネート
アメリカンミュージカル賞：レナード・ガーシュ

### サテライト賞
ノミネート（2007年）
ベストクラシックDVD賞：50周年記念バージョンに対して

## 後世への影響
本作でデザイナーへの道を志すきっかけとなったケースは、ほかのどの映画よりも多いと言われている。影響を受けたデザイナーにはジェフリー・バンクス、アイザック・ミズラヒ などがいる。また、後にヘプバーン最後の映画『オールウェイズ』を撮ることになるスティーヴン・スピルバーグはティーン・エージャーの頃、両親に無理矢理連れて行かれて『パリの恋人』をドライブインで見た。そしてヘプバーンを見た途端スピルバーグはすっかり魅了されたという。
『神経衰弱ぎりぎりの女たち』のタイトルバックに関して、手掛けたファン・ガッティは「『パリの恋人』をベースにしている」と語っている。